# Будулай, которого не ждут
«Будулай, которого не ждут» («Цыганский остров») — российский художественный фильм режиссёра Александра Фенько, снятый по мотивам романа Анатолия Калинина «Цыган».
Съёмки прошли в основном хуторе Каныгин, а также в станице Раздорской Ростовской области. Это были родные места писателя Анатолия Калинина. Песни и танцы исполняют артисты Цыганского театра «Ромэн» и Донского казачьего ансамбля города Усть-Донецка Ростовской области.
В 1993 году на экраны вышел четырёхсерийный телефильм «Цыганский остров»: 1 серия — «Будулай, которого не ждут»; 2 серия — «Тени прожитых лет»; 3 серия — «Горькая свадьба»; 4 серия — «Подсолнухи зимой не цветут». В 1994 году был смонтирован кинофильм «Будулай, которого не ждут».

## Сюжет
Будулай отсидел десять лет в тюрьме и возвращается в донскую станицу. Жена его умерла. Он не знал, что его сына воспитала жительница одной из казачьих станиц Клавдия Пухлякова. Вскоре пути Будулая и Клавдии пересекутся. Но ненадолго…

## В ролях
- Отар Мегвинетухуцеси — Будулай Романов
- Ирина Купченко — Клавдия Пухлякова
- Лидия Вележева — Настя, младшая сестра умершей жены Будулая
- Вадим Андреев — Михаил Солдатов
- Татьяна Васильева — Тамила
- Николай Шишков — Данила
- Раиса Удовикова — Шелоро
- Борис Ташкентский — Егор
- Георгий Юматов — Стрепетов
- Эвелина Сакуро — «Катька-Аэропорт»
- Гуранда Габуния — Изабелла
- Валентина Петрачкова — Макарьевна, квартирная хозяйка Насти
- Иван Васильченков — телохранитель
- Андрей Сухарь — телохранитель
- Юрий Назаров — подполковник
- Василий Фунтиков — следователь
- Муза Крепкогорская — хозяйка квартиры
- Иван Глубоков — Ваня
- Марфа Назарова — Нюра
- Павел Бобров
- Рудольф Панков — капитан милиции
- Янина Хачатурова
- Евгений Шипило

## Съёмочная группа
- Режиссёр: Александр Фенько
- Автор сценария: Наталья Калинина, Зоя Кудря, Анатолий Калинин
- Оператор: Сергей Бирюк
- Художник: Александр Тиханович
- Композиторы: Леонид Клиничев, Владимир Терлецкий, Михаил Линк
- Звукорежиссёр: Константин Бершачевский
- Монтаж: Зинаида Карпухина
- Продюсер: Вячеслав Давыдов